# بيرسبيكتا
بيرسبيكتا (بالإنجليزية: Perspecta)‏ هو اسم أحد أنظمة الصوت المجسَّم الأولى. ويعود تاريخ ابتكاره إلى عام 1954. كانت شركتا مترو غولدوين ماير وباراماونت قد استخدمته خلال خمسينيات من القرن العشرين. اعتمد نظام بيرسبيكتا على مَسار صوتي ضوئي متغيِّر المساحة، صُمِّم وسُجِّل بحيث يكون قادرًا على تغذية مكبِّرات صوت مجسَّم منفردة متعدِّدة بأصوات مجسَّمة، بمعنى أنه يلعب الدور الذي يُفترض أن يلعبه مَساران صوتيان منفصلان على الأقل وهو ما جعله بديلًا أقل تكلفة. أما اليوم، فإن النظام المعروف باسم دولْبي يَستخدم مَسارَين بصريين لتخليق أربعة مَسارات منفصلة على الفيلم قياس 35 مم، لبثّ صوت مجسَّم ومحيطي.

## أمثلة
من بين الأفلام التي استعملت نظام بيرسبيكتا:
- «الكونتيسة حافية القدمين» (1954)
- «الساموراي السبعة» (1954)
- «شرق عدن» (1955)
- «أن تمسك لصا» (1955)
- «نحن لسنا ملائكة» (1955)
- «رغبة في الحياة» (1956)
- «الرجل الذي عرف أكثر من اللازم» (1956)
- «جيجي» (1958)
- «الدوار» (1958)
- «يوجيمبو» (1961)[3]